# 常の山勝正
2代目 常の山 勝正（にだいめ つねのやま かつまさ、1963年1月29日 - ）は、鹿児島県西之表市出身で出羽海部屋に所属した大相撲力士。本名は下村 重和（しもむら しげかず）であるが、橋本姓を名乗っていた時期もある。身長182cm、体重117kg。得意手は右四つ、上手出し投げ。最高位は東前頭12枚目（1992年3月場所、同年7月場所）。

## 来歴・人物
西之表市立国上中学校を卒業後、福岡県内の電気会社に就職。後に魚市場に転職したが、同じ職場に勤務していた元前頭・福田山の福田幸雄の紹介で出羽海部屋に入門し、1980年7月場所で初土俵を踏んだ。
入門前の相撲経験は無かったが、小兵であることを生かした素早い相撲で、着実に番付を上げて行った。
1988年3月場所、25歳の時に「西乃龍泰是」の四股名で新十両に昇進。だが、1場所で幕下に陥落し、十両復帰は1990年3月場所でのことだった。それ以降は十両に定着し、1991年1月場所から「常の山勝正（当時の義父常ノ山に因んだ）」に改名し、同年3月場所で新入幕を果たした。
気迫を前面に剥き出した相撲で観客を喜ばせたが、小兵力士のため立合いで吹っ飛ばされることが多く、幕内に定着することはできなかった。
1992年7月場所を最後に幕内から遠ざかり、以降は暫く十両にあった。
1993年1月場所中負傷し、途中休場。西幕下15枚目まで陥落した翌3月場所では、皆勤したものの2勝5敗と負け越し、この場所限りで現役を引退した。
引退後は日本相撲協会に残らず、現在は大阪府大阪市中央区（千日前地区）で、ちゃんこ料理店「西乃龍」を経営している。
長男の龍太朗は境川部屋に入門して2018年11月場所で初土俵を踏み、2020年3月場所から2024年3月場所まで「西乃龍」の四股名を引き継いでいた。

## エピソード
- 元前頭2・初代常ノ山勝正（本名・橋本正）の娘と結婚して元・常ノ山の養子となり、新入幕を目前に四股名を、岳父と同じ読みに改めた。ところが、女性問題で結婚生活8年目にして離婚した。
- 1989年9月場所10日目に、幕下時代の若花田に立合いで張り手を浴びせて白星を挙げている[3]。
- 1992年11月場所12日目の星安出寿戦では、下手投げで白星を挙げた。しかし、立合いの2発の張り手と、下敷きにされたことに激怒、星安出寿の左脇腹を右手でパンチした。常の山は当初「何もやっていない」[4]と無言を決め込んだが、勝負審判5人のうち3人が「（常の山のパンチを）しっかり見た」[4]と証言したため、この取組の審判長でもあった佐渡ヶ嶽審判部長（元横綱・琴櫻）が常の山を厳重注意し、常の山は謝罪した[5]。
- 元幕内力士であるため引退時の断髪式では本来は國技館の土俵や所属部屋の大広間が使えるが、「稽古が私の、そして力士の原点である」として敢えて稽古土俵での断髪を希望、これが親方に認められ関取経験者としては異例の断髪となった。[6]
- 三沢光晴と富士ヶ根親方（元小結・大善）、常の山が親しかったため、三沢は生前に「（重和さんの）息子さんが将来、関取になった時に譲ってあげて」と親交の深い富士ヶ根に伝え、三沢が寄贈した化粧廻しは常の山の息子の西ノ龍の関取昇進の日まで眠っていた。三沢が申し出た当時西ノ龍は相撲を始めるかどうかすら未定であったが、三沢の希望は2025年9月場所での西ノ龍の新十両昇進により叶った[7]。

## 主な成績・記録
- 現役在位：76場所
- 通算成績：346勝340敗6休 勝率.504
- 幕内在位：5場所
- 幕内成績：29勝46敗 勝率.387
- 各段優勝
  - 幕下優勝：1回（1987年11月場所）

### 場所別成績
| | 一月場所 初場所（東京） | 三月場所 春場所（大阪） | 五月場所 夏場所（東京） | 七月場所 名古屋場所（愛知） | 九月場所 秋場所（東京） | 十一月場所 九州場所（福岡） |
| --- | ----------------------- | ----------------------- | ----------------------- | --------------------------- | ----------------------- | --------------------------- |
| 1980年 （昭和55年） | x                       | x                       | x                       | 番付外 2–1                  | 東序ノ口33枚目 6–1      | 西序二段87枚目 3–4          |
| 1981年 （昭和56年） | 東序二段101枚目 2–5     | 東序二段116枚目 5–2     | 東序二段84枚目 4–3      | 西序二段55枚目 4–3          | 西序二段33枚目 2–5      | 東序二段55枚目 5–2          |
| 1982年 （昭和57年） | 東序二段24枚目 4–3      | 西序二段3枚目 3–4       | 東序二段24枚目 0–7      | 東序二段74枚目 4–3          | 西序二段47枚目 5–2      | 東序二段5枚目 4–3           |
| 1983年 （昭和58年） | 西三段目73枚目 5–2      | 東三段目42枚目 5–2      | 西三段目11枚目 3–4      | 西三段目27枚目 3–4          | 西三段目44枚目 3–4      | 東三段目60枚目 3–4          |
| 1984年 （昭和59年） | 西三段目74枚目 1–6      | 西序二段8枚目 5–2       | 西三段目70枚目 4–3      | 西三段目51枚目 5–2          | 東三段目19枚目 4–3      | 西三段目6枚目 4–3           |
| 1985年 （昭和60年） | 西幕下51枚目 2–5        | 西三段目15枚目 6–1      | 東幕下41枚目 3–4        | 東幕下54枚目 4–3            | 西幕下41枚目 4–3        | 東幕下29枚目 6–1            |
| 1986年 （昭和61年） | 東幕下11枚目 3–4        | 東幕下19枚目 5–2        | 東幕下11枚目 4–3        | 西幕下8枚目 2–5             | 西幕下23枚目 5–2        | 西幕下12枚目 2–5            |
| 1987年 （昭和62年） | 東幕下27枚目 2–5        | 東幕下45枚目 5–2        | 西幕下27枚目 3–4        | 西幕下38枚目 3–4            | 東幕下49枚目 6–1        | 東幕下24枚目 優勝 7–0       |
| 1988年 （昭和63年） | 東幕下3枚目 4–3         | 東十両13枚目 6–9        | 東幕下3枚目 2–5         | 西幕下16枚目 2–5            | 東幕下34枚目 4–3        | 西幕下23枚目 5–2            |
| 1989年 （平成元年） | 西幕下12枚目 3–4        | 東幕下16枚目 4–3        | 東幕下11枚目 3–4        | 西幕下16枚目 5–2            | 東幕下9枚目 4–3         | 西幕下3枚目 5–2             |
| 1990年 （平成2年） | 東十両13枚目 10–5       | 東十両5枚目 7–8         | 西十両6枚目 7–8         | 東十両8枚目 9–6             | 東十両3枚目 7–8         | 西十両4枚目 8–7             |
| 1991年 （平成3年） | 西十両筆頭 8–7          | 西前頭15枚目 3–12       | 西十両7枚目 7–8         | 東十両9枚目 6–9             | 東十両12枚目 9–6        | 西十両5枚目 10–5            |
| 1992年 （平成4年） | 東前頭16枚目 8–7        | 東前頭12枚目 6–9        | 東前頭15枚目 8–7        | 東前頭12枚目 4–11           | 西十両3枚目 6–9         | 西十両8枚目 6–9             |
| 1993年 （平成5年） | 東十両12枚目 0–9–6      | 西幕下15枚目 引退 2–5–0 | x                       | x                           | x                       | x                           |
| 各欄の数字は、「勝ち-負け-休場」を示す。 優勝 引退 休場 十両 幕下 三賞：敢=敢闘賞、殊=殊勲賞、技=技能賞 その他：★=金星 番付階級：幕内 - 十両 - 幕下 - 三段目 - 序二段 - 序ノ口 幕内序列：横綱 - 大関 - 関脇 - 小結 - 前頭（「#数字」は各位内の序列） |                         |                         |                         |                             |                         |                             |

## 幕内対戦成績
| 力士名   | 勝数 | 負数 | 力士名   | 勝数 | 負数 | 力士名   | 勝数 | 負数 | 力士名   | 勝数 | 負数 |
| -------- | ---- | ---- | -------- | ---- | ---- | -------- | ---- | ---- | -------- | ---- | ---- |
| 板井     | 0    | 1    | 恵那櫻   | 0    | 2    | 春日富士 | 1    | 2    | 北勝鬨   | 0    | 1    |
| 旭道山   | 0    | 1    | 鬼雷砲   | 1    | 2    | 剣晃     | 1    | 0    | 琴稲妻   | 0    | 1    |
| 琴ヶ梅   | 1    | 1    | 琴椿     | 3    | 1    | 琴の若   | 0    | 2    | 琴富士   | 2    | 2    |
| 逆鉾     | 3    | 1    | 陣岳     | 0    | 1    | 太寿山   | 0    | 1    | 大翔鳳   | 1    | 0    |
| 大翔山   | 0    | 2    | 大善     | 1    | 1    | 貴闘力   | 1    | 0    | 貴ノ浪   | 0    | 3    |
| 孝乃富士 | 1    | 0    | 隆三杉   | 1    | 3    | 大刀光   | 1    | 0    | 立洸     | 0    | 4    |
| 玉海力   | 1    | 0    | 寺尾     | 0    | 1    | 時津洋   | 0    | 2    | 栃乃和歌 | 1    | 0    |
| 巴富士   | 0    | 3    | 花ノ国   | 2    | 0    | 若翔洋   | 1    | 1    | 若瀬川   | 2    | 1    |
| 若花田   | 0    | 1    | 和歌乃山 | 0    | 2    |          |      |      |          |      |      |

## 改名歴
- 下村 重和（しもむら しげかず）1980年9月場所-1984年5月場所
- 西の龍 泰是（にしのりゅう やすゆき）1984年7月場所-1986年1月場所
- 西乃龍 泰是（-）1986年3月場所-1990年11月場所
- 常の山 勝正（つねのやま かつまさ）1991年1月場所-1993年3月場所（引退）